# Amina Temitope Ajayi
 (juillet 2023).
Amina Temitope Ajayi (alias Mama Diaspora) est une consultante en affaires nigériane basée aux États-Unis, comptable de formation, entrepreneure sociale et ardente militante communautaire. Temitope Ajayi est l'ancienne présidente du All Nigerian American Congress (ANAC).

## Biographie

### Début
Ses efforts et son plaidoyer continu sur les problèmes de la diaspora nigériane lui ont valu dans les médias le surnom de « Mama Diaspora »,,,,. Amina Temitope Ajayi est connue pour promouvoir l'autonomisation des femmes et l'éradication de la pauvreté en Afrique par le biais de l'agro-industrie. En plus du forum d'investissement Arkansas-Nigeria et d'autres forums économiques bilatéraux aux États-Unis, la ténacité et l'authenticité de Amina Temitope Ajayi sont très utiles pour convaincre et attirer de nombreux investisseurs clés dans l'agro-industrie des États-Unis au Nigeria. Elle est la fondatrice et PDG du Nigerian American Agricultural Empowerment Program (NAAEP), qui s'engage dans l'autonomisation agricole des agriculteurs, des femmes et des jeunes adultes au Nigeria afin d'augmenter la suffisance alimentaire et l'emploi durable pour les femmes et les jeunes dans le secteur agricole. Le NAAEP est une organisation qui forme et responsabilise les agriculteurs dans le système agricole mécanisé, tout en facilitant les prêts aux entreprises, l'accessibilité aux outils agricoles et la récolte et la commercialisation de leur produit final à la fois localement et internationalement,. En 2010, Amina Temitope Ajayi a appelé le gouvernement fédéral du Nigéria à réduire les taux d'intérêt sur les prêts aux agriculteurs afin de stimuler le secteur agricole et de réduire la pauvreté dans le pays. Amina Temitope Ajayi est ambassadrice de bonne volonté pour l'État de l'Arkansas et du Maryland, aux États-Unis. Amina Temitope Ajayi est une éminente déléguée à la dernière conférence nationale du Nigéria en 2014, où elle représente le Conseil national des sociétés de femmes (NCWS) au Nigéria et a siégé au comité de l'agriculture de la Confab,,,. Amina Temitope Ajayi , dans son allocution à la réunion annuelle du Groupe de la Banque mondiale et du Fonds monétaire international, a informé les délégués que « les femmes sont le moteur du secteur privé, les femmes dirigent l'économie de n'importe quelle nation - parce qu'elles sont plus dans le commerce que leurs hommes ». En contrepartie, le pouvoir de toute monnaie réside dans sa capacité à répondre à la demande et à l'offre ».

### Carrière en politique
De 1991 à 1993, Amina Temitope Ajayi est nommée assistante spéciale du sous-gouverneur de l'État de Lagos, Sinatu Aderoju Ojukutu. Amina Temitope Ajayi joue un rôle actif dans le projet Better Life for Rural Women parrainé par Maryam Babangida, alors Première Dame du Nigéria, et a été déléguée à la Conférence internationale des femmes qui s'est tenue au Maroc et à Londres. Après une expérience horrible sous le régime militaire oppressif du Nigéria, Amina Temitope Ajayi émigre aux États-Unis d'Amérique en 1996 et, depuis lors, consacre sa vie à faire des affaires qui servent sa communauté nigériane aux États-Unis et au Nigéria. Après un bref exil volontaire aux États-Unis, Amina Temitope Ajayi est retournée au Nigeria pour révolutionner l'agriculture avec l'intention d'aider à l'éradication de la pauvreté dans le pays.
Amina Temitope Ajayi  était l'ancien coordinateur national du Goodluck Support Group (GSG) USA. Elle félicite Muhammadu Buhari, GCFR, qui est devient Président de la République fédérale du Nigéria pour son acharnement à remporter l'élection présidentielle de 2015 ; et félicite également l'ancien président, Goodluck Jonathan pour son sens politique extraordinaire, sa piété et son courage pour devenir le premier chef d'État sortant au Nigeria à perdre une élection et à accepter pacifiquement la défaite pour empêcher la violence et la crise post-électorales au Nigeria ,. En tant qu'activiste communautaire, Amina Temitope Ajayi fait pression sur le gouvernement fédéral nigérian au nom de tous les Nigérians vivant dans la diaspora dans des domaines tels que l'octroi du droit de vote et l'approbation d'un projet de logement pour les diasporas.

### Philanthropie
Ses gestes de bonne volonté philanthropiques commencent lorsqu'elle créé une école de mode / technique pour les étudiants défavorisés à Ibadan, au Nigeria, en 1980-1985.
Plus tard, Amina Temitope Ajayi défend le programme de logement One Million Goodluck pour les diasporas en collaboration avec la Federal Mortgage Bank of Nigeria dans le cadre du Diaspora Housing Loan Schème. Avec l'adoption récente du projet de loi portant création de la Commission de la diaspora, Amina Temitope Ajayi appelle le président Muhammadu Buhari à nommer des personnes crédibles de la diaspora au sein de la commission pour assurer son succès.
Dans le cadre du renforcement des capacités culturelles et de la diversité, Amina Temitope Ajayi organise le premier dîner nigérian de la Saint-Valentin. Qui, en plus de rompre le pain et de fraterniser avec leurs compatriotes nigérians, des étudiants âgés de 12 à 25 ans ont reçu des prix de réussite scolaire et de service communautaire de la part de plusieurs responsables gouvernementaux. La membre du Congrès Barbara Lee, le maire d'Oakland Jerry Brown, le sénateur d'État Don Perata, le maire de San Francisco Gavin Newsom et plusieurs autres ont mis ces prix à la disposition de tous les récipiendaires. Lorsque la Première Dame du Nigéria est décédée avec 117 autres personnes dans un accident d'avion au Nigéria en 2005, Amina Temitope Ajayi organise un service commémoratif à Oakland, en Californie, auquel assisté le consulat général du Nigéria à New York, le Docteur FR Aderele. Lors du défilé le plus attendu de la fête de l'indépendance du Nigéria à New York (octobre 2005), Amina Temitope Ajayi est nommée maréchale, avec le représentant permanent de la mission du Nigéria auprès de l'ambassadeur des Nations-Unies, Aminu Wali, consulaire général du Nigéria, le Docteur FR Aderele, l'ambassadeur permanent adjoint auprès de la mission du Nigéria auprès de l'ONU, l'ambassadeur Adekanye, certains gouverneurs d'État du Nigéria et de nombreux autres dignitaires.

### Autres organismes à but non lucratif
Amina Temitope Ajayi  est présidente honorable de la fondation Global Connections for Women (GC4W), une organisation américaine à but non lucratif approuvée qui croit en toutes les femmes et les jeunes et en leur droit de créer de nouvelles opportunités pour elles-mêmes et leurs communautés,. GC4W a été fondée par Lilian O. Ajayi, conférencière internationale et ambassadrice mondiale de l'espoir.

## Reconnaissances

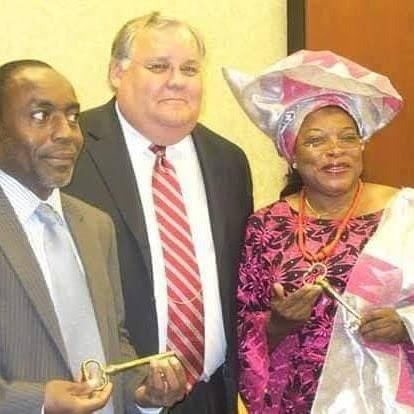
Ajayi & Amb. Ibrahim Auwalu a reçu la clé de la ville de Dyersville du maire James Heavens (au centre)

Amina Temitope Ajayi est récipiendaire de plusieurs distinctions et récompenses internationales de haut niveau : pour son service aux communautés africaines aux États-Unis, elle reçoit le prix du service volontaire du président décerné par le président George W. Bush, qui est un prix national sous le patronage du président des États-Unis reconnaissant l'engagement volontaire.

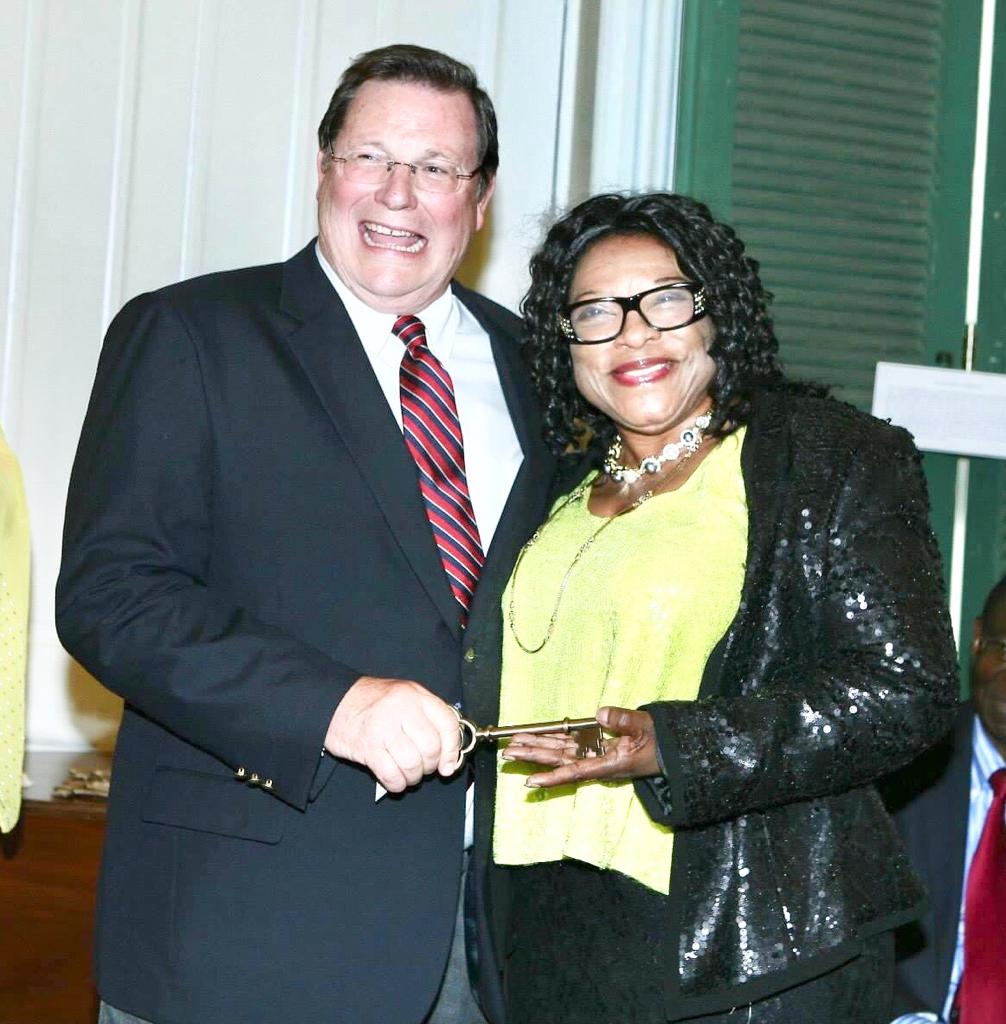
Le chef Temitope Ajayi a présenté la clé de la ville de Little Rock, Arkansas du maire Mark Stodola

En 2013, le gouverneur Mike Beebe lui confère la citoyenneté honoraire de l'État de l'Arkansas aux côtés de quelques autres Nigérians éminents : Alhaji Aliko Dangote, président du groupe Dangote ; Gouverneur Rabiu Kwankwaso de l'État de Kano ; Dr Akinwunmi Adesina, ministre de l'Agriculture et du Développement rural ; Prof. Tajudeen Gbadamosi, ancien professeur de l'Université de Lagos ; Prof. Ade Adefuye, l'ambassadeur du Nigéria aux États-Unis ; Prof. Julius Okojie, secrétaire exécutif de la Commission nationale des universités ; M. Robert Brunner, le vice-président américain d'Arik Air International ; et M. Kester Ifeadi, directeur général de Contemporary Group Ltd,.
Amina Temitope Ajayi  est nommée ambassadrice de bonne volonté pour l'État de l'Arkansas et du Maryland respectivement par le gouverneur et le maire; et reçoit la clé de la ville de Little Rock, Arkansas par le maire Mark Stodola. En 2014, elle est honorée aux côtés de la lauréate du prix Nobel de la paix Leymah Gbowee, SE Ngozi Okonjo-Iweala (ministre des Finances du Nigeria) et bien d'autres par Global Connection for Women (GC4W) lors de son gala de remise des prix de la Journée internationale de la femme 2014 au Harvard Club de New-York. Amina Temitope Ajayi fait partie des rares nigériennes sélectionnées dans le cadre des Success Stories du Nigeria dans le secteur privé de l'agriculture par le Corporate Council on Africa et l'ambassade de la République fédérale du Nigeria. En sa qualité de présidente de l'ANAC de l'époque, elle mobilise une coalition de dirigeants nigérians pour contester la fausse image des Nigérians en Amérique en tant que criminels, un documentaire prévu sur CNN intitulé : Comment voler une banque ? Après plusieurs dialogues, le représentant de CNN a présenté ses excuses à la communauté nigériane pour ces fausses images des Nigérians aux États-Unis. Elle reçoit un prix du Congrès de la membre du Congrès Barbara Lee pour son rôle. Elle reçoit également la clé de la ville de Dyersville, Iowa des mains du maire de la ville, James Heavens, qui a également présenté une proclamation affirmant que chaque 16 juillet sera célébré comme "Journée de l'amitié nigériane".
Lors du Sommet mondial des Nations unies du G8 en 2006, Amina Temitope Ajayi est invitée par la Mission permanente du Nigéria auprès des Nations Unies à servir de conseillère sur les questions mondiales et panafricaines des femmes. Elle reçoit un certificat de mention élogieuse du conseil de surveillance du comté d'Alameda, Californie, États-Unis. Amina Temitope Ajayi  reçoit également  le prix « Femme de distinction » décerné par le réseau d'investissement étranger avec Global Trusted Alliances. Le rédacteur en chef, Chido Nwangwu du magazine US Africa Class, nomme Amina Temitope Ajayi la mère de l'année, et Ebenezer Olayiwola du magazine Events Worldwide nomme Amina Temitope Ajayi comme l'une des nigériennes les plus influentes aux États-Unis.